# Elettronica molecolare
Per lo studio della meccanica quantistica riguardo alla distribuzione degli elettroni in una molecola, vedi stereoelettronica.
L'elettronica molecolare, talvolta detta molettronica, è quel ramo della nanotecnologia, che si occupa dello studio e dell'applicazione dei mattoni molecolari per la fabbricazione di componenti elettronici, sia passivi che attivi.
Una ricerca interdisciplinare si estende alla fisica, alla chimica e alla scienza dei materiali. La caratteristica unificante di questo settore è l'uso di mattoni molecolari per la fabbricazione di componenti elettronici, sia passivi (ad esempio i cavi resistivi) che attivi (per es. i transistor). Il concetto di elettronica molecolare ha suscitato un grande entusiasmo sia nella fantascienza che tra gli scienziati a causa della prospettiva in elettronica di riuscire a ridurre le dimensioni tramite il controllo delle proprietà a livello molecolare. L'elettronica molecolare fornisce i mezzi per estendere la legge di Moore oltre i limiti previsti dei convenzionali circuiti integrati al silicio su piccola scala.
A causa dell'ampio uso del termine, l'elettronica molecolare può essere divisa in due sotto-discipline correlate ma distinte: i materiali molecolari per l'elettronica utilizzano le proprietà delle molecole per incidere sulle proprietà massive di un materiale, mentre l'elettronica su scala molecolare si focalizza sulle applicazioni della singola molecola.

## Genesi del concetto e teoria
Lo studio del trasferimento di carica nelle molecole è stato avanzato negli anni '40 da Robert Mulliken e Albert Szent-Gyorgi nella discussione dei cosiddetti sistemi "donatore-accettore", sviluppando dunque lo studio del trasferimento di carica e il trasferimento di energia nelle molecole. Allo stesso modo, un articolo del 1974 di Mark Ratner e Ari Aviram 1 illustrava un raddrizzatore molecolare teorico. Più tardi, nel 1988, Aviram ha descritto in dettaglio un transistor a effetto di campo teorico a singola molecola. Ulteriori concetti sono stati proposti da Forrest Carter della Naval Research Laboratory, comprese le porte logiche a singola molecola.
Questi erano tutti costrutti teorici e non dispositivi reali. La misura diretta delle caratteristiche elettroniche delle singole molecole dovrà attendere lo sviluppo di metodi specifici per fare connessioni elettriche su scala molecolare. Questo non fu un compito facile. Così, il primo esperimento di misurazione della conduttanza di una singola molecola venne riportato solo nel 1997 da Mark Reed e collaboratori. Da allora, questo ramo del settore ha progredito rapidamente. Similmente, essendo diventato possibile misurare direttamente tali proprietà, le predizioni teoriche dei primi lavoratori sono state sostanzialmente confermate.

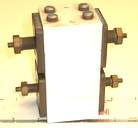
Interruttore per il controllo del voltaggio, un dispositivo elettronico molecolare del 1974. Dalla collezione Smithsonian Chip

Tuttavia, mentre la maggior parte operano nel regno quantico di meno di 100 nanometri, i processi elettronici "molecolari" spesso si manifestano collettivamente su scala macro. Esempi includono il tunneling quantico, la resistenza negativa, il saltellamento (hopping) assistito fononico, i polaroni e così via. Così, i dispositivi elettronici organici attivi su macro-scala sono stati descritti decenni prima di quelli su scala molecolare. Ad esempio, nel 1974, John McGinness e i suoi collaboratori hanno descritto la putativa  "prima dimostrazione sperimentale di un dispositivo elettronico molecolare operante". Questo era un interruttore che controllava la tensione elettrica. Come elemento attivo, il dispositivo utilizzava la DOPA-melanina, un polimero misto ossidato di poliacetilene, polipirrolo e polianilina. Lo stato "ON" di questo interruttore mostrava una conduttività quasi metallica.
Fin dagli anni '70, gli scienziati hanno sviluppato una panoplia di nuovi materiali e dispositivi. Questi risultati hanno aperto la porta all'elettronica della plastica e all'optoelettronica, le quali stanno cominciando a trovare applicazione commerciale.

### Trasferimenti complessi di carica
I primi composti organici altamente conduttivi furono i complessi a trasferimento di carica. Nel 1954, i ricercatori dei laboratori Bell e altrove segnalavano complessi con resistività bassa fino a 8 ohm-cm. Nei primi anni '90, i sali di tetratiafulvalene (TTF) hanno dimostrato di esibire conduttività quasi metallica, mentre la superconduttività venne dimostrata nel 1980. L'estesa ricerca sui sali che permettono il trasferimento di carica continua ancora oggi.

### Polimeri di conduttori
I "neri di polimero" a dorsale lineare (poliacetilene, polipirrolo, e polianilina) e i loro copolimeri sono la classe principale dei polimeri conduttori. Storicamente, questi sono noti come melanine. Nel 1963 gli australiani D.E. Weiss e collaboratori segnalarono neri di polipirrolo ossidati drogati di iodio con resistività bassa a livello di 1 ohm/cm. I documenti successivi riportavano resistenze basse a livello di 0,03 Ohm/cm. Con la notevole eccezione dei complessi a trasferimento di carica (alcuni dei quali sono anche i superconduttori), le molecole organiche erano state precedentemente considerate isolatori o al massimo semiconduttori debolmente conducenti.
Oltre un decennio più tardi, nel 1977, Shirakawa, Heeger e MacDiarmid riportavano un'equivalente alta conduttività in modo piuttosto simile del poliacetilene ossidato e drogato con iodio. In seguito essi ricevettero nel 2000 il Premio Nobel per la chimica "per la scoperta e lo sviluppo dei polimeri conduttori". La citazione del Nobel non fece alcun riferimento ai precedenti lavori similari di Weiss et al. (cfr. Polemiche sul Premio Nobel).

## C60e nanotubi di carbonio

### Dalla grafite al C60
Nei polimeri, le molecole organiche classiche sono composte di carbonio e idrogeno (e talvolta composti aggiuntivi come azoto, cloro e zolfo). Essi sono ottenuti dalla benzina e spesso possono essere sintetizzati in grande quantità. La maggior parte di queste molecole sono isolanti quando superano la lunghezza di alcuni nanometri. Tuttavia, il carbonio per natura è conduttivo, in particolare la grafite (recuperata dal carbone o trovata allo stato naturale). Da un punto di vista teorico, la grafite è un semi-metallo, una categoria compresa fra metalli e semi-conduttori, avente una struttura a strati dello spessore di un atomo. Fra ogni foglio, le interazioni sono abbastanza deboli in modo da consentire una facile scissione manuale.
L'adattamento del foglio di grafite per ottenere ben definiti oggetti di dimensioni nanometriche rimane una sfida. Tuttavia, dalla fine del ventesimo secolo in poi, i chimici hanno esplorato metodi per fabbricare oggetti di grafite estremamente piccoli che potrebbero essere considerati molecole singole. Dopo aver studiato le condizioni interstellari dove il carbonio è noto per formare ammassi (clusters), l'équipe di Richard Smalley (Rice University, Texas) ha eseguito un esperimento in cui la grafite veniva vaporizzata mediante irraggiamento laser. La spettrometria di massa ha rivelato che i cluster contenenti specifici "numeri magici" di atomi erano stabili, in particolare quelli di 60 atomi. Harry Kroto, un chimico inglese che assisteva all'esperimento, suggerì una geometria possibile per questi cluster - atomi legati in modo covalente con la simmetria esatta di un pallone da calcio. Denominati buckminsterfullerenes, C60, i cluster conservavano alcune proprietà della grafite, come la conduttività. Questi oggetti furono rapidamente immaginati come mattoni da costruzione per l'elettronica molecolare.

## Teoria dell'elettronica molecolare
La teoria dei dispositivi a singola molecola è particolarmente interessante in quanto il sistema in esame è un sistema quantico aperto, in non-equilibrio (azionato da tensione). Nel regime di bassa tensione di polarizzazione, la natura del non-equilibrio della giunzione molecolare può essere ignorata, e le caratteristiche della tensione di corrente del dispositivo possono essere calcolate utilizzando la struttura elettronica di equilibrio del sistema. Tuttavia, in regimi di più forte polarizzazione è necessario un trattamento più sofisticato, in quanto non vi è più un principio variazionale. Nel caso del tunneling elastico (dove l'elettrone di passaggio non scambia energia con il sistema), può essere usato il formalismo di Rolf Landauer per calcolare la trasmissione attraverso il sistema in funzione della tensione di polarizzazione, e quindi la corrente. Nel tunneling anelastico, un formalismo elegante basato sulle funzioni di Green di non-equilibrio di Leo Kadanoff e Gordon Baym e, indipendentemente da Leonid Keldysh, è stato portato avanti da Ned Wingreen e Yigal Meir. Questa formulazione di Meir-Wingreen è stata utilizzata per un grande successo nella comunità di elettronica molecolare per esaminare i casi più difficili e interessanti dove l'elettrone transiente scambia energia con il sistema molecolare (ad esempio mediante accoppiamento elettrone-fonone o eccitazioni elettroniche).

## Progressi recenti
I recenti progressi nel campo della nanotecnologia e della nanoscienza hanno facilitato studi sperimentali e teorici riguardo all'elettronica molecolare. In particolare, lo sviluppo del microscopio a effetto tunnel (STM) e in seguito del microscopio a forza atomica (AFM) ha facilitato la manipolazione di prodotti di elettronica a singola molecola.
La prima misura della conduttanza di una singola molecola è stata realizzata nel 1994 da Joachim C. e J.K. Gimzewski e pubblicata nel 1995 (si veda il corrispondente documento Phys. Rev. Lett.) Questa è stata la conclusione di 10 anni di ricerca iniziata presso IBM TJ Watson, utilizzando l'apice della punta (tip apex) del microscopio a effetto tunnel per commutare una singola molecola, come già esplorato da A. Aviram, Joachim C. e M. Pomerantz alla fine degli anni 80 (cfr. il loro articolo Chem. Phys. Lett. durante questo periodo). Il trucco era quello di utilizzare un microscopio a effetto tunnel UHV per consentire all'estremità della punta di toccare delicatamente la parte superiore di una singola molecola C60 adsorbita su una superficie di Au(110). È stata registrata una resistenza di 55 MOhms insieme ad una bassa tensione lineare I-V. Il contatto è stato certificato tramite la registrazione della caratteristica della distanza di corrente I-z, che consente la misurazione della deformazione della gabbia di C60 a contatto. Questo primo esperimento è stato seguito da un risultato riportato da Mark Reed e James Tour utilizzando un approccio di giunzione di rottura meccanica per collegare due elettrodi d'oro a un filo molecolare di zolfo.
Un amplificatore a molecola singola è stato realizzato da C. Joachim e J.K. Gimzewski all'IBM di Zurigo. Questo esperimento coinvolgente una singola molecola di C60 ha dimostrato che questa è in grado di fornire guadagno in un circuito semplicemente giocando tramite effetti di interferenza quantistica intramolecolare del C60.
Una collaborazione di ricercatori alla HP e all'UCLA, guidata da James Heath, Fraser Stoddart, R. Stanley Williams, e Philip Kuekes, ha sviluppato l'elettronica molecolare basata sui rotassani e catenani.
Il lavoro è stato fatto anche riguardo ai nanotubi di carbonio single-wall utilizzati come transistor a effetto di campo. La maggior parte di questo lavoro è stato fatto dall'IBM.
Il modello Aviram-Ratner per un raddrizzatore molecolare, che fino a poco tempo fa era del tutto teorico, è stato confermato sperimentalmente e inequivocabilmente in una serie di esperimenti condotti da un gruppo guidato da Geoffrey J. Ashwell alla Bangor University del Regno Unito. Finora sono state identificate molte molecole di rettifica e il numero e l'efficienza di questi sistemi è in rapida espansione.
L'elettronica supramolecolare è un nuovo campo che affronta l'elettronica a un livello supramolecolare.
Un importante problema nel campo dell'elettronica molecolare è la determinazione della resistenza di una singola molecola (sia teorica che sperimentale). Per esempio, Bumm, et al. utilizzavavo il microscopio STM per analizzare un singolo interruttore molecolare in un monostrato auto-assemblato onde determinare come una molecola possa essere conduttrice. Un altro problema affrontato in questo campo è la difficoltà di effettuare la caratterizzazione diretta, in quanto l'immagine su scala molecolare è spesso difficile da ottenere in molti dispositivi sperimentali.

### Ulteriori letture
Per la cronologia del settore, consulta i seguenti riferimenti:
- (EN)  Kwok, K.; Ellenbogen, J. C. “Moletronics: future electronics” Archiviato il 14 maggio 2012 in Internet Archive. Materials Today 2002, volume 5, pages 28–37.
- (EN)  Cassoux, P. “Molecular Metals: Staying Neutral for a Change” Science 2001 volume 291, pages 263-264. [DOI: 10.1126/science.291.5502.263.
- (EN)  "An Overview of the First Half-Century of Molecular Electronics" by Noel S. Hush, Ann. N.Y. Acad. Sci. 1006: 1–20 (2003) and
- (EN)  Bendikov, M; Wudl, F; Perepichka, D. F. “Tetrathiafulvalenes, Oligoacenenes, and Their Buckminsterfullerene Derivatives: The Brick and Mortar of Organic Electronics”  Chemical Reviews 2004, volume 104, 4891-4945.
- (EN) organicsemiconductors.com,  http://www.organicsemiconductors.com. URL consultato il organicsemiconductors.com.
- (EN)  Hyungsub Choi and Cyrus C.M. Mody The Long History of Molecular Electronics Social Studies of Science, vol 39.
- (EN) ABACUS : Introduction to Semiconductor Devices - by Gerhard Klimeck and Dragica Vasileska, risorsa di apprendimento in linea con gli attrezzi di simulazione sopra nanoHUB